# Парк МЮДа (Кременчук)
Парк МЮ́Да — парк у Кременчуці.

## Історія
Парк МЮДа був закладений в 1938 році як сквер, названий на честь Міжнародного юнацького дня. Це був найбільший сквер у місті площею 8,5 га. За проектом архітектора управління міського благоустрою Гуралова передбачались літній кінотеатр, танцмайданчик, дитячий сектор, сектор відпочинку. Було висаджено понад 5 тисяч одиниць деревно-кущових порід (23 породи з переважанням клена американського, тополі, робінії, бузку), облаштовано фонтани, встановлено скульптури. Від проспекту Леніна сквер огороджував кам’яний парапет з вазонами для висадки квітів. З боку залізничного вокзалу було влаштовано 3 майданчики для відпочинку пасажирів. Після воєнної розрухи в 1946 році були відреставровані арка центрального входу, фонтани, висаджено близько 4 тисяч одиниць деревно-кущових порід. 

## Розташування
Парк розташований в центральній частині міста, неподалік від залізничного вокзалу.

## Опис
Виходячи з площі та функціонального призначення сквер МЮДа першопочатково відповідав визначенню парк і мав неоціненне оздоровче, рекреаційне значення та ще використовувався як санітарно-захисна зона заводу «Дормаш» (нині «Кредмаш»).

## Сучасність
У 2004 році міськрада передала парк в управління приватній фірмі, якою володіє один з депутатів міста. У тому ж році почали вирубуватися дерева, до 2006 року у парку вирубано більшість дерев.
Було подано позови до суду у зв'язку з незаконністю вирубки дерев. Суд дійшов висновку, що вирубка велась незаконно  . Зараз на місці парку розташовані руїни супермаркету «Амстор» ( знищений під час ворожої атаки військами рф 27.06.2022),  боулінг-клуб, відділення банку.